# Cobos de Segovia
Cobos de Segovia es una localidad, constituida como Entidad Local Menor, perteneciente al municipio de Sangarcía, en la provincia de Segovia, en el territorio de la Campiña Segoviana, en la comunidad autónoma de Castilla y León, España. Está a una distancia de 26 km de Segovia, la capital provincial.

## Geografía

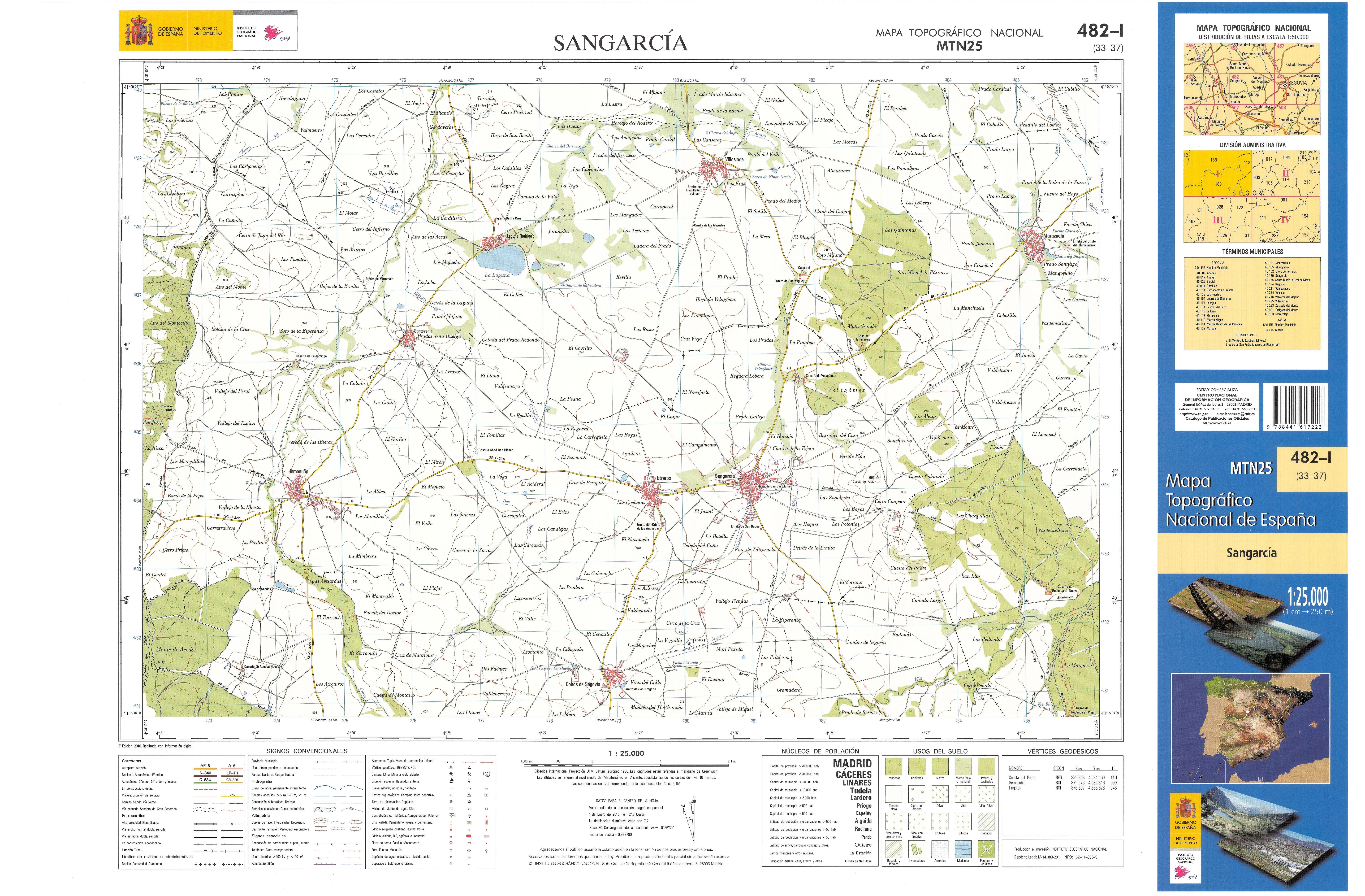
Fragmento de la hoja 481 del Mapa Topográfico Nacional de España de 2010 en el que se representa parte de Cobos de Segovia

Está situada en plena Campiña. La localidad está atravesada por la carretera vecinal SG-V-3221 que lo conecta en un extremo con la carretera SG-V-3211 en Etreros (Sangarcía-AV-P-210) y en el otro con la carretera comarcal SG-322 (AV-322-N-110).
| Noroeste: Muñopedro, Etreros                               | Norte: Etreros, Sangarcía | Noreste: Sangarcía, Marugán |
| Oeste: Muñopedro                                           |                           | Este: Bercial, Marugán      |
| Suroeste: Muñopedro, Bercial                               | Sur: Bercial              | Sureste: Sangarcía, Bercial |
| ----Mapa interactivo — Cobos de Segovia y su término local |                           |                             |

## Historia
Covos se menciona por primera vez en 1168 en un documento de la Abadía de Santa María Real de Párraces, es el 14 de octubre de 1399 cuando aparece en un documento independiente.
Pertenece al Sexmo de San Martín de la Comunidad de ciudad y tierra de Segovia.
Fue un municipio independiente hasta el 29 de enero de 1970, cuando se aprueba su agregación al municipio vecino de Sangarcía.
Se constituye en Entidad Local Menor desde el 7 de marzo de 1980 por petición vecinal.
El 30 de mayo de 1993 el Ayuntamiento de Madrid inauguró una calle denominada Cobos de Segovia.

## Geografía humana

### Demografía
| Gráfica de evolución demográfica de Cobos de Segovia entre 1842 y 1960 |
| |
| Población de derecho según los censos de población del INE Población de hecho según los censos de población del INEEntre el censo de 1970 y el anterior, este municipio desaparece porque se integra en el municipio 40180 (Sangarcía) |

| 73            | 71 | 69 | 68 | 70 | 60 | 54 | 42 | 43 | 44 | 46 | 44 |
| (Fuente: INE) |    |    |    |    |    |    |    |    |    |    |    |

## Administración y política
Depende del Ayuntamiento de Sangarcía, pero cuenta con su propia alcaldía con cierto grado de autogestión al ser entidad local menor desde 1980.
| Periodo   | Nombre                                                       | Partido   |
| --------- | ------------------------------------------------------------ | --------- |
| 1979-1983 | Honorio Agüero Blas                                          |           |
| 1983-1987 | Honorio Agüero Blas (-1986) Juan José Burgos Cabrero (1986-) | AP-PDP-UL |
| 1987-1991 | Juan José Burgos Cabrero                                     | PDP       |
| 1991-1995 | Juan José Burgos Cabrero                                     | PP        |
| 1995-1999 | Juan José Burgos Cabrero                                     | PP        |
| 1999-2003 | Juan José Burgos Cabrero                                     | PP        |
| 2003-2007 | Juan José Burgos Cabrero                                     | PP        |
| 2007-2011 | Mª Belén García de Frutos                                    | Ind.      |
| 2011-2015 | Javier García García                                         | PP        |
| 2015-2019 | José Maríano Agüero Llorente                                 | PSOE      |
| 2019-2023 | José Maríano Agüero Llorente                                 | PSOE      |
| 2023-act. | José Maríano Agüero Llorente                                 | PP        |

### Organización municipal
Como Entidad Local Menor, dispone de una Junta Vecinal regulada por la Ley de Régimen Local de 1998 de Castilla y León. Al frente de esta Junta Vecinal hay un alcalde pedáneo, elegido democráticamente por los coberonchos. Este alcalde pedáneo nombra a tres miembros de la Junta Vecinal, que se completa con el candidato de la segunda lista más votada.

## Cultura

### Patrimonio
- Iglesia de San Sebastián, edificio construido por Diego de Matienzo, maestro cantero cántabro, natural del Valle de Ruesga;
- Potro de herrar;
- Fuentes Grande, Chica y Fontarrón;
- Charcas de San Gregorio, la Era y la Fragua, en su día llenas de tencas;
- Quedan restos en los lagares y las bodegas;
- Antiguas casas Goyo y Pavón;
- Veracruz;
- Ermita de San Gregorio en manos privadas.[10][11]

### Fiestas
- Virgen de los Remedios, el primer domingo de septiembre;
- Santa Águeda, el 5 de febrero;
- Día de la Tortilla, el 1 de mayo;
- San Isidro, el 15 de mayo.